# Straszków (gmina Kościelec)
Straszków – wieś w Polsce położona w województwie wielkopolskim, w powiecie kolskim, w gminie Kościelec.
W latach 1975–1998 miejscowość należała administracyjnie do województwa konińskiego.

## Sport
We wsi działa klub piłkarski Straszkovia Straszków, w 2024 roku występujący w B-klasie. 